# Cmentarz parafii św. Barbary w Dąbrowie Górniczej
Cmentarz parafii św. Barbary – cmentarz położony w Dąbrowie Górniczej przy ul. Starocmentarnej w zachodniej części dzielnicy Staszic przy granicy z Sosnowcem. Jest to jedna z najstarszych nekropolii na terenie Dąbrowy Górniczej.
Do 1875 Dąbrowa Górnicza podlegała parafii św. Trójcy w Będzinie, rosnąca liczba mieszkańców sprawiła, że poczęto starania nad ustanowieniem kościoła parafialnego na miejscu, a razem z nim nad znalezieniem miejsca na urządzenie cmentarza. W 1887 dzięki wstawiennictwu inżyniera Wincentego Choroszewskiego, który był naczelnikiem Zachodniego Okręgu Górniczego władze tego okręgu przekazały nowo powstałej wspólnocie parafialnej teren położony pomiędzy kopalnią Reden, kopalnią Ignacy (później Mortimer) i hutą cynku Paulina, który od południa graniczył z Zagórzem. Cztery lata trwało oczekiwanie na otrzymanie pozwolenia na dokonywanie pochówków, pierwszych zmarłych pogrzebano dopiero w drugiej połowie 1891. Szybki rozwój Dąbrowy Górniczej i gwałtowny wzrost liczby mieszkańców sprawiły, że już w 1914 zapełniła się cała powierzchnia cmentarza. Cmentarz zamknięto dla tworzenia nowych miejsc, dokonywano pochówków tylko do już istniejących grobów. W 1957 administrowanie nekropolią przekazano parafii św. Barbary, na początku lat 70. urządzono kaplicę cmentarną pw. Św. Barbary, którą rozbudowano w 1985. W tym samym roku rozpoczęto szeroko zakrojone prace nad uporządkowaniem cmentarza, trwały one do 2005. W międzyczasie w 1990 umożliwiono dokonywanie pochówków w miejscu zniwelowanych grobów.

## Pochowani
- Leopold Piwowar – członek komitetu budowy bazyliki;
- Adam Piwowar – syn Leopolda, pierwszy prezydent miasta;
- Julian Polcer – architekt, projektant kościoła św. Aleksandra w Dąbrowie Górniczej;
- Kornel Kozłowski - pierwszy historyk zagłębiowskiego górnictwa;
- Edwarda Miętka – bojownik PPS, zabity przez Kozaków w 1906;
- mogiły powstańców styczniowych Aleksandra Popiela, Sołtyska i Mikołaja Dziubka.